# Louis Renaudin
Louis Renaudin (* 15. März 1892 in Villersexel; † 4. April 1969) war ein französischer Klassischer Archäologe und Bankier.
Er besuchte das Lycée Lakanal in Sceaux und lernte hier Marcel Bizos (1889–1974) kennen. 1913 begann er ein Studium an der École normale supérieure in Paris. Zu Beginn des Ersten Weltkriegs meldete er sich 1914 freiwillig an die Front und erhielt schließlich für seine Tapferkeit das Croix de guerre. Nach seiner Agrégation wurde er mit Mitglied der École française d’Athènes. Von 1920 bis 1922 nahm er aktiv an den Grabungen in Malia teil, wobei er 1921 in der Nekropole von Chrysolakkos grub. In den Jahren 1920 und 1921 verbrachte er Forschungsaufenthalte in Philippi in der Landschaft Makedonien, wo er die über 100 Felsreliefs am Hang der Akropolis identifizierte, dokumentierte und beschrieb. Er leitete auch die Grabungen in Dikili Tash nahe Philippi. Seit 1922 war er Mitglied der Association pour l’encouragement des études grecques en France. Von 1922 bis 1924 war er Generalsekretär der École française d’Athènes. Kurze Zeit nach seiner Hochzeit mit Christiane Bonnier begann er eine Karriere in der Finanzwelt.
Er arbeitete für die Crédit foncier d’Algérie & de Tunisie, von 1944 bis 1959 war er deren Präsident und Generaldirektor, bis 1961 noch deren Präsident. Seit 1937 war er Administrateur der Compagnie générale des colonies. Unter anderem war er auch Vizepräsident der Société française d’histoire des outre-mers.

## Publikationen
- Note sur le site d’Asiné en Argolide. In Bulletin de correspondance hellénique. Band 45, 1921, S. 295–308 (Digitalisat).
- Vases préhelleniques de Théra à l’école française d’Athènes. in Bulletin de correspondance hellénique. Band 46, 1922, S. 113–159 (Digitalisat).
- La nécropole mycénienne de Skhinokhori-Lyrkeia. in Bulletin de correspondance hellénique. Band 47, 1923, S. 190–240 (Digitalisat).
- mit Fernand Chapouthier, Charles Picard, Jean Charbonneaux: Les écritures minoennes au palais de Mallia d’après le dépôt d’archives exhumé. Geuthner, Paris 1930.